# 잉에보르 브람스
잉에보르 브람스(덴마크어: Ingeborg Brams, 1921년 12월 9일 ~ 1989년 10월 14일)는 덴마크의 배우이다.